# Edward Omane Boamah
Edward Kofi Omane Boamah (26 de diciembre de 1974 - 6 de agosto de 2025) fue un político y médico ghanés que se desempeñó como Ministro de Defensa desde febrero de 2025 hasta su muerte el 6 de agosto de 2025. Anteriormente fue Ministro de Comunicaciones y Portavoz del Presidente de la República de Ghana, y miembro del Congreso Nacional Democrático.

## Biografía
Estudió en la Escuela Secundaria y Seminario Menor Pope John en Koforidua, Ghana. Fue exalumno de la Facultad de Medicina de la Universidad de Ghana, donde se formó como médico. Asistió brevemente a la Facultad de Medicina de la Universidad de Washington en San Luis, Misuri, EE. UU. Además, obtuvo una maestría en Planificación y Financiamiento de Políticas de Salud por la London School of Economics y la London School of Hygiene & Tropical Medicine. Durante su época estudiantil, fue presidente de la Unión Nacional de Estudiantes de Ghana (NUGS) y secretario coordinador de la Federación de Asociaciones de Estudiantes de Medicina de Ghana (FGMSA).

## Muerte
Boamah falleció en un accidente de helicóptero militar el 6 de agosto de 2025, mientras se dirigía a Obuasi para un evento de lucha contra la minería ilegal  a bordo de un helicóptero Z-9 de las Fuerzas Armadas de Ghana. El accidente, ocurrido en el distrito de Adansi, en la región de Ashanti, causó la muerte de las ocho personas a bordo: Boamah; el ministro de Medio Ambiente, Ciencia, Tecnología e Innovación, Ibrahim Murtala Muhammed; el coordinador adjunto interino de Seguridad Nacional, Limuna Mohammed Muniru  el vicepresidente del NDC, Samuel Sarpong; el excandidato parlamentario, Samuel Aboagye; el piloto, Peter Bafemi Anala; el copiloto, Manaen Twum Ampadu; y el tripulante, Ernest Addo Mensah.